# Eumeswil
Eumeswil (tyska: Eumeswil) är en roman från 1977 av den tyske författaren Ernst Jünger. Den utspelas i en vagt definierad framtid, i den fiktiva stadsstaten Eumeswil vid den nordafrikanska kusten. Huvudpersonen, historikern Martin Venator, representerar i sin roll som nattsteward i baren hos tyrannen Kondoren individens förhållande till makten. Venator är en anark, vilket inte ska förväxlas med anarkist.

## Utgivning
Boken utgavs 1977 av förlaget Klett-Cotta i Stuttgart. En översättning av den första utgåvan utkom på svenska 1981 på Bo Cavefors bokförlag; översättningen gjordes av Richard Matz. En slutlig, reviderad utgåva av Eumeswil publicerades i Klett-Cottas utgåva av Ernst Jüngers Sämtliche Werke in 18 Bänden. Band 17: Eumeswil. Klett-Cotta, Stuttgart 1980. Bokförlaget Augusti gav 2023 ut en reviderad version av Matz översättning, med hänsyn till de av Jünger företagna ändringarna i Sämtliche Werke.